# Bernoullijeva nejednakost
Bernoullijeva nejednakost je nejednakost nazvana po Jacobu Bernoulliju koja služi za aproksimaciju potenciranja 1 + x. Također, ova se nejednakost često koristi za dokazivanje drugih nejednakosti u realnoj analizi. 
Ona glasi ovako: za svaki prirodni broj {\displaystyle n} i svaki realni broj {\displaystyle h>-1} vrijedi 
{\displaystyle (1+h)^{n}\geq 1+nh.} Jednakost vrijedi samo kada je {\displaystyle n=1} ili {\displaystyle h=0.} Uočimo da za paran broj {\displaystyle n} nejednakost ima rješenja za svaki realni {\displaystyle h.}
Jacob Bernoulli ju je prvi objavio u svojem djelu “Positiones Arithmeticae de Seriebus Infinitis” (Basel, 1689.).

## Dokazi

### Dokaz matematičkom indukcijom
Nejednakost se najčešće dokazuje metodom matematičke indukcije pa ćemo ga ovdje navesti.
Za {\displaystyle n=1} tvrdnja očito vrijedi. 
Pretpostavimo da tvrdnja vrijedi za neki {\displaystyle k\in \mathbb {N} .} 
Onda je prema pretpostavci {\displaystyle (1+h)^{k+1}=(1+h)^{k}(1+h)\geq (1+kh)(1+h).} No, desna strana nejednakosti je jednaka {\displaystyle 1+kh+h+kh^{2}\geq 1+(k+1)h} (jer je {\displaystyle h>-1}) pa prema tome tvrdnja vrijedi i za {\displaystyle k+1} čime je ovaj teorem dokazan.

### Dokaz binomnim teoremom
Nejednakost se za {\displaystyle h\geq 0} također može dokazati jednostavno koristeći binomni poučak.
Dakle, iz binomnog poučka slijedi {\displaystyle (1+h)^{n}={\tbinom {n}{0}}1+{\tbinom {n}{1}}h+{\tbinom {n}{2}}h^{2}+...+{\tbinom {n}{n}}h^{n}} što je jednako {\displaystyle 1+nh+{\tbinom {n}{2}}h^{2}+...+h^{n}.} Očito je {\displaystyle {\tbinom {n}{2}}h^{2}+...+h^{n}\geq 0} pa je konačno {\displaystyle (1+h)^{n}\geq 1+nh.}

### Dokaz pomoću derivacije
Dokazujemo Bernoullijevu nejednakost elementarnim diferencijalnim računom.
Neka je {\displaystyle f(h)=(1+h)^{n}-1-nh.} Očito je {\displaystyle f(0)=0}. Isto tako vrijedi {\displaystyle f'(n)=n(1+n)^{n-1}-n>0} pa je funkcija {\displaystyle f} rastuća te je {\displaystyle f(h)>f(0)=0,} što je i trebalo dokazati.

## Primjene
Bernoullijevom nejednakošću može se dokazati korisna nejednakost {\displaystyle 1-x\leq e^{-x}}. Naime, vrijedi {\displaystyle e^{x}=\lim _{n\to \infty }(1+{\frac {x}{n}})^{n}\geq 1+x}. 
Ova se nejednakost može pokazati i direktno. Neka je {\displaystyle f:\mathbb {R} \rightarrow \mathbb {R} } funkcija definirana s {\displaystyle f(x)=e^{-x}+x+1}. Tada je derivacija funkcije {\displaystyle f} jednaka {\displaystyle f'(x)=-e^{-x}+1}. Za svaki {\displaystyle x>0} je {\displaystyle e^{-x}\leq 1} pa je {\displaystyle f'(x)\geq 0,x>0}. Dakle, funkcija {\displaystyle f} raste na intervalu {\displaystyle (0,+\infty )} pa kako je neprekidna u točki {\displaystyle x=0} slijedi {\displaystyle f(x)\geq f(0)=0} za svaki {\displaystyle x>0}, odnosno {\displaystyle e^{-x}+x-1\geq 0}, što je i trebalo pokazati.